# Daniel Tyteca
Daniel Séraphin René Marie Tyteca ( 1950 - ) es un explorador, y botánico belga.

## Algunas publicaciones
- d. Tyteca, j.-l. Gathoye. 1993. On the morphological variability of Dactylorhiza praetermissa (Druce) Soó (Orchidaceae). Belg. Journ. Bot. 126 : 81-99

- pierre Delforge, daniel Tyteca. 1984. Guide des orchidées d'Europe dans leur milieu naturel. Ed. Duculot. 192 pp. ISBN 2801104787

- ---------------, ----------------. Observations sur les orchidées des Préalpes de Grasse, de l'Esterel et des Maures.

- La abreviatura «D.Tyteca» se emplea para indicar a Daniel Tyteca como autoridad en la descripción y clasificación científica de los vegetales.[1]